# Флаг Петушинского сельского поселения
Флаг муниципального образования Петушинское сельское поселение Петушинского района Владимирской области Российской Федерации — опознавательно-правовой знак, служащий официальным символом муниципального образования.
Флаг утверждён 15 декабря 2011 года и 29 марта 2012 года внесён в Государственный геральдический регистр Российской Федерации с присвоением регистрационного номера 7586.

## Описание
«Прямоугольное двухстороннее полотнище зелёного цвета с отношением ширины к длине 2:3, пересечённое жёлтой полосой шириной 1/9 ширины полотнища, нисходящей из левого верхнего угла в нижний правый угол, при этом левая верхняя и правая нижняя точки полосы совпадают с соответствующими углами полотнища. Вдоль жёлтой полосы — лазоревая волнистая полоса шириной 1/20 ширины полотнища. Вверху у свободного края — жёлтый поющий петух со сложенными крыльями, внизу у древка — жёлтая ель».

## Обоснование символики
Флаг Петушинского сельского поселения языком символов и аллегорий отражает природные и другие особенности поселения:
— зелёный цвет полотнища — аллегория сельхозугодий, находящихся на территории поселения;
— стилизованный петушок — гласный символ названия поселения и названия административного центра поселения деревни Старые Петушки. Фигура петуха на флаге поселения подобна фигуре петуха в герба Петушинского района, что символизирует тесные связи двух самостоятельных муниципальных образований. Петух в геральдике — символ бдительности и отваги, вестник начала и окончания дня. Петух — символ защитника, символ заботы о семействе.
— жёлтая полоса — символ железной дороги и автомагистрали Москва — Нижний Новгород, проходящих по территории поселения, и с которыми связана трудовая деятельность многих его жителей;
— ель — символ лесов, окружающих земли поселения, а также символ заказника «Крутовский», расположенного на землях поселения;
— голубая волнистая полоса — аллегория реки Клязьмы, главной реки юга владимирских земель.
Зелёный цвет символизирует весну, здоровье, природу, молодость и надежду.
Жёлтый цвет (золото) — символ высшей ценности, величия, великодушия, богатства.
Голубой цвет (лазурь) — символ возвышенных устремлений, искренности, преданности, возрождения.